# Viadotto Carpineto
Il viadotto strallato Carpineto I o ponte Carpineto è un ponte autostradale costruito sul raccordo autostradale Sicignano-Potenza nell'Italia meridionale, su progetto dell'ing. Riccardo Morandi.

## Costruzione e tecnica
Il Ponte Carpineto è costituito da due analoghi ponti strallati paralleli per le due carreggiate direzionali del RA 5, ciascuna delle quali presenta due corsie. Attraversa un pendio, in cui le condizioni del terreno non permettevano la costruzione di pilastri.
Il Ponte Carpineto ha un'unica apertura lunga 181 m tra i piloni. Le antenne alte 29 m caricate su un lato sono quindi inclinate verso l'esterno e ancorate indietro. I blocchi di ancoraggio lunghi circa 16 m sono supportati nel terreno da barre di cemento orizzontali di 12 m di lunghezza sulle fondamenta del pilone.

### Testi di approfondimento
- Il viadotto Carpineto 1° per la strada di grande comunicazione Basentana, in L'Industria Italiana del Cemento, n. 10, 1977,  pp. 817 ss.
- Viadotto Carpineto 1° per la strada Basentana presso Vietri, Potenza, in L'Industria Italiana del Cemento, n. 4, 1978,  pp. 274 ss.